# Домашняя вечеринка (фильм, 2023)
«Домашняя вечеринка» (англ. House Party) — американская комедия, основанная на одноимённом фильме 1990 года. Режиссёром фильма выступил клипмейкер Calmatic, для которого съёмки этого фильма стали режиссёрским дебютом в большом кино.

## Сюжет
Кевин и Дэман — два друга, которые работают уборщиками в клининговой компании, попутно пытаясь стать промоутерами вечеринок. У обоих очень туго с деньгами. Кевин в одиночку растит маленькую дочь, а Дэман живёт у тёти, так как мать выгнала его из дома. Друзья занимались организацией вечеринки вместе с Кайлом, Гилом и Ларри, но те исключили их из своей команды, так как Дэман бросил двоюродную сестру Гила и к тому же украл у неё цепочку. Кевин и Дэман убираются в очередном особняке, когда им звонит их коллега и по совместительству подруга Кевина Винес, чтобы сообщить, что они оба уволены, так как попали на камеры видеонаблюдения на одном из прошлых объектов, когда дурачились и курили «травку».
Кевин и Дэман обнаруживают, что тот особняк, в котором они сейчас находятся, принадлежит баскетболисту Леброну Джеймсу. Из его бумаг друзья узнают, что тот сейчас в Индии на двухнедельной программе по медитации. Дэман предлагает быстро заработать много денег, устроив вечеринку в доме Леброна. На вечеринку можно пригласить знаменитостей из его списка контактов, а с гостей по такому случаю брать больше денег за вход.
Друзья готовят дом к вечеринке и обзванивают знаменитостей, приглашая их от имени Леброна. Приезжает Винес, которая невольно соглашается участвовать в этой авантюре. Вечеринка начинается и поначалу идёт очень успешно. В это время Кайл со своей бандой обращают внимание, что на их вечеринку никто не пришёл. Они узнают, что всех гостей к себе переманил Дэман. Кайл и его люди отправляются искать Дэмана. В особняке они понимают, что дом принадлежит Леброну и крадут его чемпионский перстень, полученный в 2016 году за игру за «Кливленд Кавальерс». На обратном пути они избивают Дэмана. Несмотря на это Дэману удаётся познакомиться с певицей Майей, которой ранее он написал большое письмо.
Кевин и Дэман отчаянно пытаются найти перстень. На помощь им приходит Кид Кади, который сообщает, что у Иллюминатов есть копии всех перстней всех баскетбольных чемпионатов. Он помогает Кевину и Дэману тайно попасть на вечеринку к Иллюминатам, где те находят копию нужного им перстня. Друзья случайно выдают себя, когда упоминают имя Бога. Иллюминаты вынуждают Кевина и Дэмана принять участие в смертельном гладиаторском поединке. За них заступается Кид Кади, который жертвует собой ради их спасения. При этом он просит не беспокоиться за него, так как Иллюминаты его воскресят, что они уже не раз делали. Кид Кади передаёт стихотворение, которое он написал для Леброна.
Кевин и Дэман возвращаются в особняк, чтобы вернуть перстень на место и завершить вечеринку. Неожиданно в особняке появляется сам Леброн. Он прошёл курс медитации за неделю и вернулся домой раньше. Леброн собирается вызвать полицию. Дэман выгораживает Кевина и берёт всю вину на себя, но просит Леброна дать ему шанс отыграться. Он вызывает Леброна на баскетбольную дуэль, но проигрывает. Дэман отправляется в тюрьму, а заработанные на вечеринке деньги Кевину приходится отдать Леброну. Позже, найдя стихотворение, которое для него написал Кид Кади, Леброн смягчается. Он ходатайствует, чтобы Дэмана выпустили из тюрьмы раньше. Забирать Дэмана из тюрьмы приезжает Майя. В свою очередь при попытке продать оригинальный перстень в тюрьму попадает банда Кайла.

## В ролях
- Джейкоб Латимор[англ.] — Кевин
- Тосином Коулом[англ.] — Дэман
- Карен Обилом — Винес
- DC Young Fly — Вик
- Шакира Джани Пэй — Мика
- Мелвин Грегг[англ.] — Ларри
- Аллен Мальдонадо[англ.] — Кайл
- Ротими[англ.] — Гил
- Тамера Киссен — Грейс
- Эндрю Сантино[англ.] — Питер
- Билл Беллами[англ.] — Попс

### Камео
- Кид Кади
- Майя
- Леброн Джеймс
- Уолтер Эмануэль Джонс
- GaTa[англ.]
- Snoop Dogg
- Juvenile[англ.]
- Тинаше
- Carl Anthony Payne II[англ.]
- Тристан Томпсон
- Лил Уэйн
- Odell Beckham Jr.[англ.]
- Марк Кьюбан
- Kid ’n Play[англ.]
- Энтони Дэвис
- Лина Уэйт
- Chauncey Hit-Boy Hollis
- Биг Шон
- Карруче Тран

## Производство
В феврале 2018 года стало известно, что продюсерская компания Леброна Джеймса и Мэверика Картера SpringHill Entertainment занимается разработкой ремейка фильма 1990 года «Домашняя вечеринка». К написанию сценария были привлечены Стивен Гловер и Джамал Олори. В сентябре 2019 года стало известно, что режиссёром фильма станет клипмейкер Calmatic, снявший «Old Town Road» для рэпера Lil Nas X.
В апреле 2021 года появилась информация о том, что создатели фильма ведут переговоры с актёрами Хорхе Лендеборгом-младшим и Тосином Коулом. Позже стало известно, что к актёрскому составу присоединился DC Young Fly. В июне стало известно, что главную женскую роль будет играть Карен Обилом. В это же время стал известен и весь остальной актёрский состав, это Мелвин Грегг, Ротими, Аллен Мальдонадо, Шакира Джани Пэй, Эндрю Сантино, Билл Беллами и Тамера Киссен. В июле появилась информация, что из-за проблем со здоровьем из проекта выбыл Хорхе Лендеборг-младший и его заменил Джейкоб Латимор.
Основной съёмочный процесс начался в начале июля 2021 года в Калифорнии. Через некоторое время съёмки были приостановлены из-за девяти случаев заражения коронавирусом у съёмочной группы. Съёмочный процесс был возобновлён в начале августа. Релиз фильма был запланирован на стриминговом сервисе HBO Max. Первоначально планировалось, что фильм выйдет 28 июля 2022 года. Позже стало известно, что фильм будет выпущен на большом экране, но премьера переносится на 9 декабря. Далее фильм был перенесён ещё раз уже на 13 января 2023 года.

## Приём
Фильм был встречен прохладно. На сайте Rotten Tomatoes его рейтинг «свежести» составляет 32 %. На сайте Metacritic у фильма 41 балл из 100.